# Trigonobela nebridopepla
Trigonobela nebridopepla är en fjärilsart som beskrevs av Turner 1915. Trigonobela nebridopepla ingår i släktet Trigonobela och familjen Crambidae. Inga underarter finns listade i Catalogue of Life.